# Битва за Брест (Франция)
Битва за Брест  (7 августа 1944 - 19 сентября 1944) - одно из самых ожесточенных сражений во время операции Кобра, прорыва союзников из Нормандии, который начался 27 июля 1944 года во время битвы за Нормандию в ходе Второй мировой войны.
Для осуществления своих планов по вторжению в континентальную Европу союзникам необходимо было снабжение огромным количеством военных материалов, необходимых для питания союзных сил. Главным портом на северо-западе Франции был Брест. Захват Бреста был жизненно необходим для динамичного развития операции Оверлорд.

## Предыстория
Вскоре после высадки в Нормандии «искусственные гавани» Малберри были отбуксированы из Англии и развернуты у французского побережья. К сожалению для союзников, одна из них была уничтожена менее чем через две недели во время шторма. Военные материалы выгружались прямо на пляж, но этот процесс не был столь эффективным.
Шербур был занят американцами 26 июня 1944 г., но до своей капитуляции немецкий гарнизон смог уничтожить портовые объекты. Это был пока единственный крупный порт в районе вторжения союзников.
Вскоре после этого Бретанский полуостров был отрезан от остальной Франции прорывом с севера на юг, проведенным третьей армией США в ходе проведения операции «Кобра». 8-й армейский корпус США был отвлечен в Бретань, чтобы захватить Брест и обезопасить северный фланг прорыва.
Войска Вермахта, отрезанные в Бретани, отступили в укрепленный порт на полуострове. Гарнизон был поставлен под командованием генерала Бернхарда Рамке, ветерана Африканского корпуса.
Американские войска подошли к Бресту 7 августа 1944 года.

## Сражение
Брест был окружён и в конечном итоге был взят штурмом 8-м армейским корпусом США. Борьба оказалась чрезвычайно сложной, так как немецкий гарнизон хорошо подготовился к обороне, и частично состоял из элитных (парашютных) сил. 
Немецкие парашютисты оправдали свою репутацию. Нападавшие несли большие потери при каждом продвижении в городе. В соответствии со своей военной доктриной, американцы пытались использовать превосходящую огневую мощь артиллерии и превосходство в воздухе, чтобы преодолеть сопротивление оборонявшихся. Немцы, со своей стороны, имели значительное количество боеприпасов и орудий, врытых в укрепления и в доты.
В конце концов старый город Брест был стёрт с лица земли во время боя. Только некоторые старые средневековые каменные фортификационные сооружения остались стоять. Бернхард Рамке сдал город 19 сентября 1944 года американцам лишь после того, как  порт и портовые объекты были приведены в негодность. Они не были отремонтированы вовремя, чтобы помочь со снабжением союзных войск, как это планировалось. К этому времени Париж уже был освобожден, и началось осуществление Голландской операции, одной из целью которой было решение проблемы недостатка портов, годных для принятия крупных транспортных судов.